# Коледардо-Кантене (Фрозиноне)
Коледардо-Кантене је насеље у Италији у округу Фрозиноне, региону Лацио.
Према процени из 2011. у насељу је живело 95 становника. Насеље се налази на надморској висини од 389 м.